# Chrysopilus rufipes
Chrysopilus rufipes är en tvåvingeart som beskrevs av Macquart 1850. Chrysopilus rufipes ingår i släktet Chrysopilus och familjen snäppflugor.
Artens utbredningsområde är Tasmanien. Inga underarter finns listade i Catalogue of Life.